# Course de la Paix 1963
La 16e Course de la Paix, compétition cycliste du calendrier international « amateurs », est disputée du 9 au 25 mai 1963. Klaus Ampler, le vainqueur de la course, porte les couleurs de la République démocratique allemande. L'équipe de la RDA triomphe également dans le classement collectif où, comme au niveau individuel elle a devancé la Belgique, qui cumule des accessits.

## La course
Alors que la Course de la Paix prenait depuis sa création en 1949 son envol le Premier mai ou dans l'immédiat de cette date symbolique pour le mouvement ouvrier, les organisateurs innovent en 1963, en faisant coïncider le départ de leur course avec les cérémonies de la victoire de 1945.

### Les étapes
| #  | Date   | Villes étapes                            | km                    | Vainqueur             | Leader                |
| -- | ------ | ---------------------------------------- | --------------------- | --------------------- | --------------------- |
| 1  | 9 mai  | Circuit autour de Prague (TCH)           | 117                   | Anatoli Tcherepovitch | Anatoli Tcherepovitch |
| 2  | 10 mai | Prague (TCH) - Brno (TCH)                | 220                   | Antonio Tagliani      | Joseph Haeseldonckx   |
| 3  | 11 mai | Hustopece (TCH) - Bratislava (TCH)       | 109 (clm par équipes) | RDA                   | Joseph Haeseldonckx   |
| 4  | 12 mai | Bratislava (TCH) - Banská Bystrica (TCH) | 209                   | Jean-Pierre Genet     | Jean-Pierre Genet     |
| 5  | 13 mai | Zvolen (TCH) - Košice (TCH)              | 221                   | Klaus Ampler          | August Verhaegen      |
| 6  | 15 mai | Presov (TCH) - Rzeszów (POL)             | 185                   | Zdenek Hasman         | Jean-Pierre Genet     |
| 7  | 16 mai | Circuit autour de Varsovie (POL)         | 135                   | Lothar Appler         | Jean-Pierre Genet     |
| 8  | 17 mai | Varsovie (POL) - Toruń (POL)             | 220                   | Klaus Ampler          | August Verhaegen      |
| 9  | 18 mai | Toruń (POL) - Poznań(Pologne)            | 144                   | Severino Andreoli     | August Verhaegen      |
| 10 | 19 mai | Poznań (POL) - Zielona Gora (POL)        | 121                   | Jozef Beker           | August Verhaegen      |
| 11 | 21 mai | Zielona Gora (POL) - Görlitz (RDA)       | 172                   | Viktor Kapitonov      | August Verhaegen      |
| 12 | 22 mai | Bautzen (RDA) - Dresde (RDA)             | 57 (clm)              | Klaus Ampler          | Klaus Ampler          |
| 13 | 23 mai | Dresde (RDA) - Erfurt (RDA)              | 245                   | Guennadi Lebediev     | Klaus Ampler          |
| 14 | 24 mai | Erfurt (RDA) - Magdebourg (RDA)          | 202                   | August Verhaegen      | Klaus Ampler          |
| 15 | 25 mai | Magdebourg (RDA) - Berlin (RDA)          | 182                   | Antonio Tagliani      | Klaus Ampler          |

## Le classement général
|     | Cycliste              | Équipe          |    | Temps            |
| --- | --------------------- | --------------- | -- | ---------------- |
| 1.  | Klaus Ampler          | RDA             | en | 61 h 53 min 21 s |
| 2.  | August Verhaegen      | Belgique        | +  | 5 min 51 s       |
| 3.  | Camille Vyncke        | Belgique        |    | 8 min 35 s       |
| 4.  | Constantin Dumitrescu | Roumanie        |    | 10 min 05 s      |
| 5.  | Anatoli Tcherepovitch | URSS            |    | 12 min 05 s      |
| 6.  | Jozef Timmerman       | Belgique        |    | 12 min 53 s      |
| 7.  | Jan Kudra             | Pologne         |    | 13 min 05 s      |
| 8.  | Viktor Kapitonov      | URSS            |    | 13 min 23 s      |
| 9.  | Anatoli Olizarenko    | URSS            |    | 15 min 46 s      |
| 10. | Gustav-Adolf Schur    | RDA             |    | 16 min 41 s      |
| 11. | Pavel Dolezel         | Tchécoslovaquie |    | 17 min 32 s      |

## Les classements annexes

### Classement du plus combatif
|   | Cycliste            | Points |
| - | ------------------- | ------ |
| 1 | Joseph Haeseldonckx | 99     |
| 2 | Klaus Ampler        | 65     |
| 3 | Rajmund Zieliński   | 54     |
| 4 | Auguste Verhaegen   | 53     |

### Classement du meilleur grimpeur
|   | Cycliste        | Points |
| - | --------------- | ------ |
| 1 | Józef Gawliczek | 6      |
| 2 | Camille Vyncke  | 3      |
| 2 | Mate Laczo      | 3      |

### Classement par équipes
|   | Équipe   | Temps                |
| - | -------- | -------------------- |
| 1 | RDA      | en 188 h 35 min 29 s |
| 2 | Belgique | + 3 min 21 s         |
| 3 | URSS     | + 3 min 44 s         |
| 4 | Pologne  | + 13 min 19 s        |
| 5 | Roumanie | + 28 min 34 s        |

L'équipe de la République démocratique allemande était composée de:
- entraineur : Herbert Weisbrod
- Klaus Ampler, 23 ans, né le 15 novembre 1940, vainqueur individuel (Leipzig)
- Gustav-Adolf Schur, 32 ans, né le 23 février 1931, 10e (Leipzig)
- Lothar Appler, 22 ans, né le 14 décembre 1941, 12e (Berlin)
- Günter Lux, 24 ans, né le 28 août 1939, 18e (Leipzig)
- Manfred Brüning, 24 ans, né le 26 juin 1939, 19e (Berlin)
- Manfred Weissleder, 24 ans, né le 9 février 1939, 27e (Weimar)

L'équipe de la Belgique, comprenait :
- entraineur : Lucien Acou.
- August Verhaegen, 22 ans, 2e
- Camille Vyncke, 23 ans, 3e
- Jozef Timmerman, 22 ans, 6e
- Joseph Haeseldonckx, 22 ans, 15e
- Guido Reybrouck, 22 ans, 32e
- René Heuvelmans, 24 ans, abandon.

L'équipe soviétique, était composée de
- entraineur : Leonid Schelesniev
- Anatoli Tcherepovitch, 27 ans, 5e
- Viktor Kapitonov, 30 ans, 8e
- Anatoli Olizarenko, 27 ans, 9e
- Guennadi Lebediev, 24 ans, 33e
- Antas Vjaravas,, 26 ans, 35e[5]
- Alexandre Pavlov, 27 ans, abandon